# Leumicamia illustris
Leumicamia illustris är en fjärilsart som beskrevs av François Louis Nompar de Caumont de Laporte 1977. Leumicamia illustris ingår i släktet Leumicamia och familjen nattflyn. Inga underarter finns listade i Catalogue of Life.